# 弗罗索洛内
弗罗索洛内（義大利語：Frosolone），是意大利伊塞尔尼亚省的一个市镇。总面积49.62平方公里，人口3273人，人口密度66.0人/平方公里（2009年）。ISTAT代码为094022。